# Lophothoracia
Lophothoracia is een geslacht van vlinders van de familie snuitmotten (Pyralidae), uit de onderfamilie Phycitinae.

## Soorten
- L. indecisa (Walker, 1863)
- L. omphalella Hampson, 1901